# Václav Zástěra
Václav Zástěra, též Vácslav Zástěra nebo Wenzel Zastiera (cca 1814 – 5. března 1866 Mohelnice), byl rakouský právník a politik z Moravy; poslanec Moravského zemského sněmu.

## Biografie
Byl synem Karla Zastiery z Olomouce. Podle údajů z roku 1864 působil Zástěra jako notář v Mohelnici.
V 60. letech se zapojil i do vysoké politiky. V zemských volbách v roce 1861 byl zvolen na Moravský zemský sněm, za kurii městskou, obvod Mohelnice, Loštice, Litovel, Úsov. Coby zemský poslanec hlasoval s levicí. Na sněmu setrval až do své smrti roku 1866. Pak ho nahradil Bruno Steinbrecher.
Zemřel v březnu 1866. Již během zasedání sněmu trpěl nemocí. Byl mu 52 let.